# Liste der Baudenkmäler in Kurtinig
Die Liste der Baudenkmäler in Kurtinig (italienisch Cortina) enthält die neun als Baudenkmäler ausgewiesenen Objekte auf dem Gebiet der Gemeinde Kurtinig in Südtirol.
Basis ist das im Internet einsehbare offizielle Verzeichnis der Baudenkmäler in Südtirol. Dabei kann es sich beispielsweise um Sakralbauten, Wohnhäuser, Bauernhöfe und Adelsansitze handeln. Die Reihenfolge in dieser Liste orientiert sich an der Bezeichnung, alternativ ist sie auch nach der Adresse oder dem Datum der Unterschutzstellung sortierbar.

## Liste
| Foto |                 | Bezeichnung                      | Standort                                         | Eintragung                   | Beschreibung | Metadaten                            |
| ---- | --------------- | -------------------------------- | ------------------------------------------------ | ---------------------------- | --- | ------------------------------------ |
| ja   | Datei hochladen | Danteplatz 4 ID: 15483           | Danteplatz 4 46° 16′ 5″ N, 11° 13′ 20″ O         | 31. Okt. 1977 (BLR-LAB 7583) | Ländliches Wohnhaus mit Rundbogentor                                                                                           | KG: Kurtinig Bauparzelle: 19         |
| ja   | Datei hochladen | Franz-Harpf-Straße 2 ID: 15486   | Franz-Harpf-Straße 2 46° 16′ 6″ N, 11° 13′ 16″ O | 31. Okt. 1977 (BLR-LAB 7583) | Wohnhaus mit doppelgeschossigem Erker, mit Zinnenmauer mit Wirtschaftsgebäude verbunden, auf Stadel verblasstes Fassadenfresko | KG: Kurtinig Bauparzelle: 28/1, 28/2 |
| ja   | Datei hochladen | Franz-Harpf-Straße 7 ID: 15488   | Franz-Harpf-Straße 7 46° 16′ 4″ N, 11° 13′ 15″ O | 31. Okt. 1977 (BLR-LAB 7583) | Wohnhaus mit steingerahmtem Rundbogentor                                                                                       | KG: Kurtinig Bauparzelle: 36/1       |
| ja   | Datei hochladen | Franz-Harpf-Straße 9 ID: 15487   | Franz-Harpf-Straße 9 46° 16′ 4″ N, 11° 13′ 13″ O | 31. Okt. 1977 (BLR-LAB 7583) | großes Wohnhaus mit gemauerter Freitreppe                                                                                      | KG: Kurtinig Bauparzelle: 35         |
| ja   | Datei hochladen | Gasthof Teutschhaus ID: 15481    | Martinsplatz 7 46° 16′ 8″ N, 11° 13′ 20″ O       | 31. Okt. 1977 (BLR-LAB 7583) | Gasthaus mit steingerahmtem Rundbogentor                                                                                       | KG: Kurtinig Bauparzelle: 7/1, 7/2   |
| ja   | Datei hochladen | Goetheplatz 1 ID: 15482          | Goetheplatz 1 46° 16′ 6″ N, 11° 13′ 19″ O        | 14. Sep. 1949 (MD)           | spätgotischer Bau mit Rundbogentor und viereckigem Erker                                                                       | KG: Kurtinig Bauparzelle: 13         |
| ja   | Datei hochladen | Goetheplatz 4 ID: 15485          | Goetheplatz 4 46° 16′ 7″ N, 11° 13′ 18″ O        | 31. Okt. 1977 (BLR-LAB 7583) | mittelalterlicher Bau mit teilweise steingerahmten Viereckfenstern                                                             | KG: Kurtinig Bauparzelle: 26         |
| ja   | Datei hochladen | Goetheplatz 5 ID: 18219          | Goetheplatz 5 46° 16′ 7″ N, 11° 13′ 18″ O        | 31. Okt. 1977 (BLR-LAB 7583) | dreigeschossiger Bau aus dem 17. Jahrhundert                                                                                   | KG: Kurtinig Bauparzelle: 23         |
| ja   | Datei hochladen | Pfarrkirche St. Martin ID: 15480 | Martinsplatz 46° 16′ 7″ N, 11° 13′ 23″ O         | 31. Okt. 1977 (BLR-LAB 7583) | um 1400 erbauter Chor, Langhaus um 1474 umgebaut, 1899 verlängert und regotisiert                                              | KG: Kurtinig Bauparzelle: 1/2        |

Falls bei einem Baudenkmal keine Koordinaten bekannt sind, werden ersatzweise die Katasterdaten zum Zeitpunkt der Unterschutzstellung angegeben. Diese sind weder offiziell noch zwingend aktuell.
Die vom Landesdenkmalamt übernommenen Adressen können veraltet sein.
| Foto:   | Fotografie des Denkmals. Klicken des Fotos erzeugt eine vergrößerte Ansicht. Daneben finden sich zwei Symbole: |
| ID      | Identifikator beim Südtiroler Landesdenkmalamt                                                                 |
| KG      | Katastralgemeinde                                                                                              |
| MD      | Ministerialdekret                                                                                              |
| BLR-LAB | Beschluss der Landesregierung – Landesausschussbeschluss                                                       |